# Russell Beardsmore
Russell Peter Beardsmore (Wigan, 28 settembre 1968) è un ex calciatore inglese, di ruolo centrocampista.

## Carriera

### Club
Ha giocato con Manchester United, Blackburn Rovers e Bournemouth.

### Nazionale
Ha giocato qualche partita con la Nazionale inglese Under-21.

## Altro
Il 21 maggio 2008 fu fermato dalla polizia guidando in stato di ubriachezza
.